# 青海茶藨子
青海茶藨子（学名：Ribes pseudofasciculatum）为虎耳草科茶藨子属下的一个种。

## 扩展阅读
維基物種上的相關：青海茶藨子